# Jonas Müller (Eishockeyspieler, 1995)
Jonas Müller (* 19. November 1995 in Berlin) ist ein deutscher Eishockeyspieler, der seit der Saison 2013/14 bei den Eisbären Berlin aus der Deutschen Eishockey Liga (DEL) unter Vertrag steht und dort auf der Position des Verteidigers spielt. Mit den Eisbären gewann Müller zwischen den Jahren 2021 und 2025 insgesamt viermal die Deutsche Meisterschaft.

## Karriere

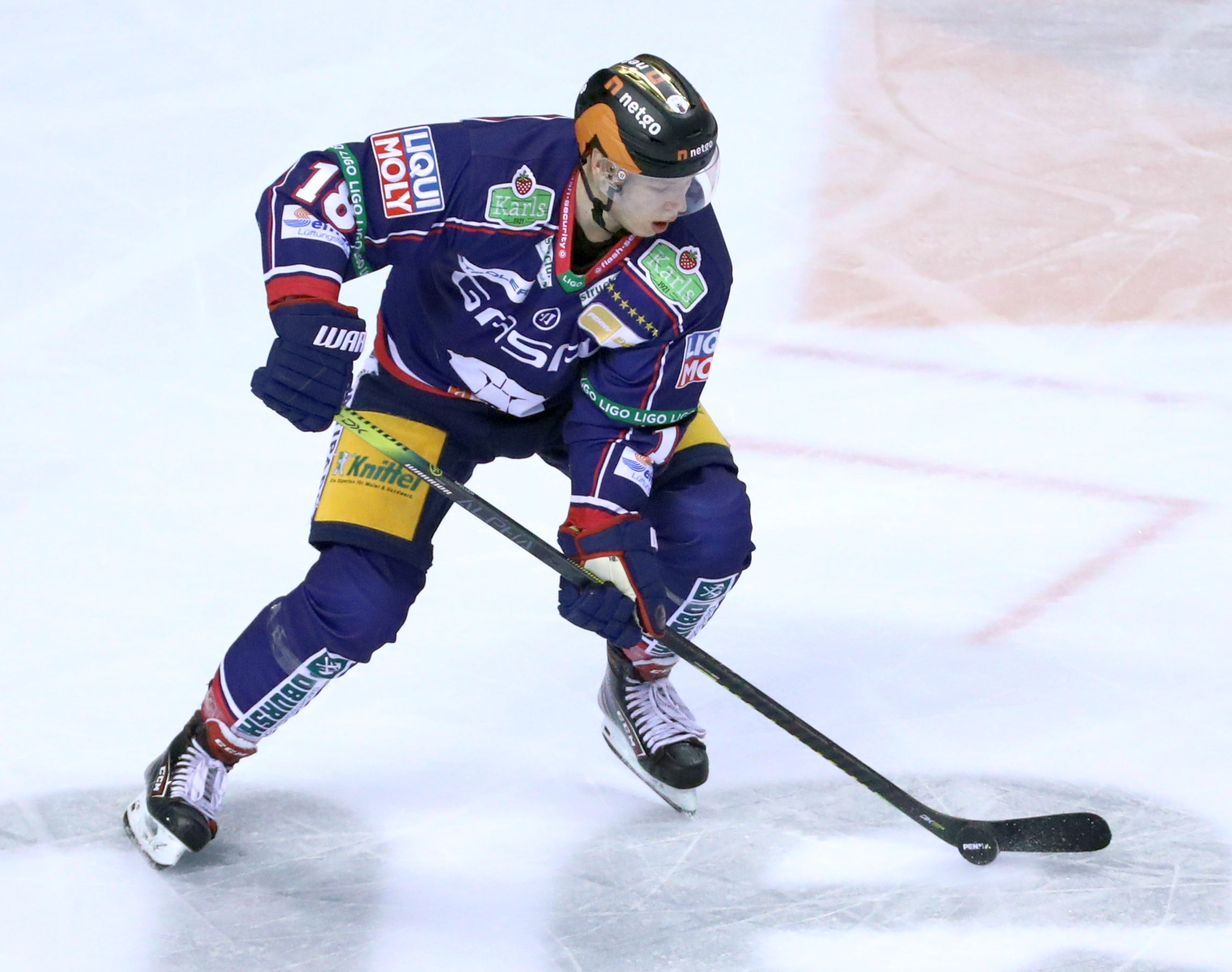
Müller im Trikot der Eisbären Berlin (2021)

Müller verbrachte seine Juniorenzeit im Nachwuchs der Eisbären Berlin, wo er im Jahr 2008 mit den Eisbären Juniors bereits als 13-Jähriger in der U16-Mannschaft des Vereins in der Schüler-Bundesliga aktiv war. Zwei Jahre später spielte der Verteidiger bereits regelmäßig mit der U18-Mannschaft des Klubs in der Deutschen Nachwuchsliga (DNL). Nachdem Müller in der Saison 2011/12 auf Leihbasis auch einige Partien für die ECC Preussen Juniors Berlin in der Jugend-Bundesliga absolviert hatte, gehörte er ab der Spielzeit 2012/13 fest zum Kader des DNL-Teams der Eisbären. Zudem gab er im Verlauf des Spieljahres auch sein Debüt im Profieishockey bei FASS Berlin in der drittklassigen Eishockey-Oberliga. Auch in der folgenden Spielzeit pendelte das Talent weiter zwischen der DNL-Mannschaft und – ausgestattet mit einer Förderlizenz – für FASS Berlin in der Oberliga.
Nachdem Müller im August 2013 im Profikader der Eisbären in der Deutschen Eishockey Liga (DEL) debütiert hatte, wurde er dort in der Folge zwischen 2013 und 2015 als Ergänzungsspieler an das Leistungsniveau herangeführt. Zudem kam er in der Saison 2014/15 auch für die Dresdner Eislöwen in der DEL2 zu Einsätzen. Ab der Spielzeit 2015/16 war der Defensivspieler Stammspieler bei den Eisbären Berlin in der DEL. Im Frühjahr 2018 wurde er mit seinem Ausbildungsklub Vizemeister und wurde im selben Jahr auch als Berlins Sportler des Jahres ausgezeichnet. In der Folge gewann Müller mit den Eisbären in den Spielzeiten 2020/21, 2021/22, 2023/24 und 2024/25 jeweils die Deutsche Meisterschaft. Mit 28 Scorerpunkten in der Hauptrunde der Saison 2024/25 stellte der Abwehrspieler einen persönlichen Rekord auf.

### International

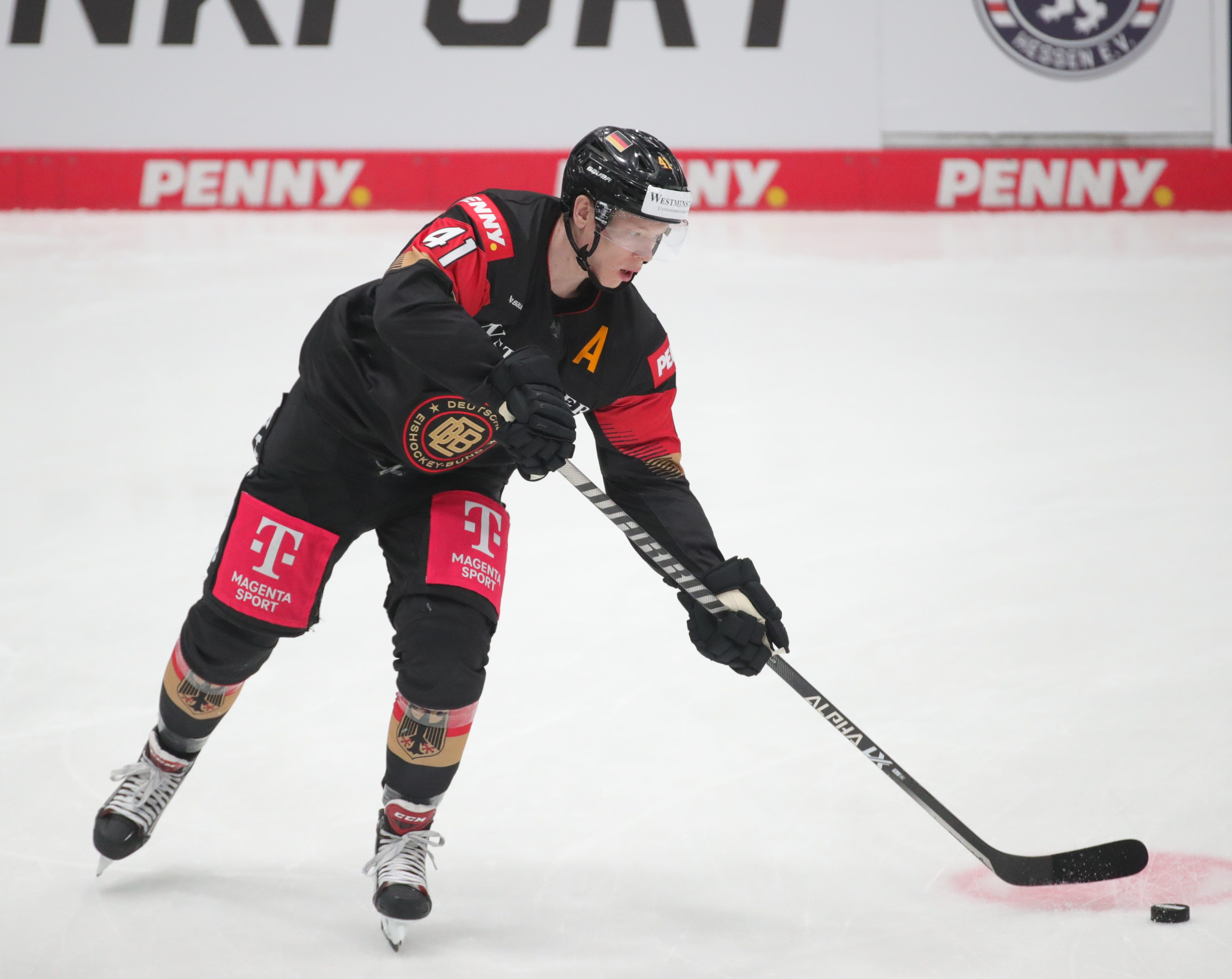
Müller bei einem Länderspiel der deutschen Nationalmannschaft (2023)

Auf internationaler Ebene spielte Müller im Juniorenbereich bei der U18-Junioren-Weltmeisterschaft 2013 sowie der U20-Junioren-Weltmeisterschaft 2015. Während bei der U18-Junioren-Weltmeisterschaft der achte Platz zu Buche stand, stieg die DEB-Auswahl bei der U20-Junioren-Weltmeisterschaft 2015 in die Division I ab.
Für die Herren-Nationalmannschaft debütierte der Verteidiger im Rahmen des Deutschland Cup 2016. Nachdem er auch den Deutschland Cup 2017 absolviert hatte, nahm er mit der Nationalmannschaft an den Olympischen Winterspielen 2018 in Pyeongchang teil. Dabei gewann Müller mit dem Team die Silbermedaille. Seinen einzigen Turniertreffer erzielte er im Finale zur zwischenzeitlichen 3:2-Führung. In der Folge stand Müller im Aufgebot bei den Weltmeisterschaften der Jahre 2018, 2019, 2021, 2022, 2023, 2024 und 2025. Bei der WM 2023 gewann er ebenfalls die Silbermedaille. Dazwischen lag die zweite Nominierung für die Olympischen Winterspiele 2022 in Peking.

## Erfolge und Auszeichnungen
| - 2018 Deutscher Vizemeister mit den Eisbären Berlin - 2018 Berlins Sportler des Jahres - 2021 Deutscher Meister mit den Eisbären Berlin | - 2022 Deutscher Meister mit den Eisbären Berlin - 2024 Deutscher Meister mit den Eisbären Berlin - 2025 Deutscher Meister mit den Eisbären Berlin |

### International
- 2018 Silbermedaille bei den Olympischen Winterspielen
- 2023 Silbermedaille bei der Weltmeisterschaft

## Karrierestatistik
Stand: Ende der Saison 2024/25

### International
Vertrat Deutschland bei:
| - U18-Junioren-Weltmeisterschaft 2013 - U20-Junioren-Weltmeisterschaft 2015 - Olympischen Winterspielen 2018 - Weltmeisterschaft 2018 - Weltmeisterschaft 2019 - Weltmeisterschaft 2021 | - Olympischen Winterspielen 2022 - Weltmeisterschaft 2022 - Weltmeisterschaft 2023 - Weltmeisterschaft 2024 - Weltmeisterschaft 2025 |

(Legende zur Spielerstatistik: Sp oder GP = absolvierte Spiele; T oder G = erzielte Tore; V oder A = erzielte Assists; Pkt oder Pts = erzielte Scorerpunkte; SM oder PIM = erhaltene Strafminuten; +/− = Plus/Minus-Bilanz; PP = erzielte Überzahltore; SH = erzielte Unterzahltore; GW = erzielte Siegtore; 1 Play-downs/Relegation; Kursiv: Statistik nicht vollständig)